# Uca pugnax
Uca pugnax es una especie de cangrejo violinista del Atlántico Medio y el noreste de Estados Unidos. Al igual que otros cangrejos violinistas, excavan madrigueras en el barro o bancos de arena de las marismas, que utilizan para proteger a sí mismos de los depredadores, la marea alta, y las temperaturas extremas. Se alimentan mediante la filtración de restos de barro, y defienden sus madrigueras en contra de los otros cangrejos violinistas.